# Enrique Vargas del Villar
Enrique Vargas del Villar (Huixquilucan, Estado de México; 25 de diciembre de 1975) es un político y empresario mexicano, militante del Partido Acción Nacional (PAN) y actualmente senador por el Estado de México. A lo largo de su carrera política se ha desempeñado como coordinador, asesor, regidor, dos veces legislador local, dos veces consecutivas también alcalde en su municipio Natal, diputado y Senador de la república por el Estado de México.
En las Elecciones federales de México de 2024 que se llevaron a cabo el domingo 2 de junio, resultó electo Senador de la república por el Estado de México por el principio de primera minoría postulado por la coalición Fuerza y Corazón por México conformada por los partidos PAN, PRI y PRD, asumiendo el escaño a partir del 1 de septiembre del mismo año para ejercer en las LXVI y LXVII Legislaturas del Congreso de la Unión de México.

## Biografía
Enrique Vargas estudió la licenciatura en Ciencias de la Comunicación en la Universidad del Nuevo Mundo. En agosto de 2002, se casó con Romina Contreras Carrasco (anterior Presidenta del DIF Huixquilucan y actual presidenta municipal de Huixquilucan), y tuvieron cuatro hijas: Romina (2004), Regina (2007), Renata (2010) fallecida en 2018 y Roberta (2015).
Además de su participación en la vida pública, Enrique del Villar es director de empresas familiares consolidadas por más de 40 años. En el año 2000, —previo a entrar de lleno en la política— fue miembro de la Comisión Interamericana de Derechos Humanos (CIDH), órgano de la Organización de los Estados Americanos (OEA), en el cual ocupó el cargo de coordinador de la zona centro.

## Trayectoria Política
En el 2004, se afilia a Acción Nacional y desde entonces ha tenido distintas responsabilidades al interior del partido y como funcionario público. De 2006 a 2008, se desempeñó como asesor en el Ayuntamiento del municipio mexiquense de Tlalnepantla de Baz durante el trienio del también panista Marco Antonio Rodríguez Hurtado como presidente municipal.
A la par, del 2006 al 2009, brindó sus servicios como asesor a la fracción parlamentaria de Acción Nacional en la LX Legislatura Federal en la Cámara de Diputados, legislatura cuyos principales acontecimientos legislativos fueron:
- La Nueva Ley del ISSSTE: que proponía, entre otras cosas, un sistema de cuentas individuales para pensiones de los nuevos trabajadores y el incremento paulatino de la edad para el retiro para los afiliados a ese instituto.
- La Ley para la Reforma del Estado.
- La Reforma Electoral del 2007: que autorizaba la remoción de los consejeros del IFE (hoy INE), prohibía la compraventa de espacio en medios electrónicos para la promoción de candidatos y campañas electorales, modalidad que suscitó un abierto rechazo de múltiples cadenas de radio y televisión en México.
- La Reforma Energética de 2008: una reforma parcial en materia de hidrocarburos la cual constó de una serie de dictámenes en los que se modificaban las leyes reglamentarias para que Pemex contratara servicios de empresas privadas, mas no para refinar, poseer ductos ni invertir en áreas de exploración y explotación.
- La implementación del Nuevo Sistema Penal Acusatorio (2008).

Durante la administración del presidente Felipe Calderón, fue asesor del titular de Gobernación en aquel tiempo, Juan Camilo Mouriño, en donde colaboró para mantener la gobernabilidad al interior del país hasta el año 2008, cuando el entonces secretario fallece en un accidente aéreo al desplomarse su aeronave en calles de la Miguel Hidalgo, en su ruta hacia el aeropuerto de la Ciudad de México. En el accidente también muere el ex-Subprocurador General de la República, José Luis Santiago Vasconcelos, así como la tripulación de la aeronave.
Del 2009 al 2012, trabajó como 8.º Regidor del Ayuntamiento de Huixquilucan a cargo así mismo de la Comisión de Obras Públicas y Turismo. Al mismo tiempo, fue nombrado Coordinador Estatal de Regidores y Síndicos por su partido.
Entre 2012 y 2015, fungió como diputado local plurinominal dentro del grupo parlamentario del PAN en la LVIII Legislatura del Estado de México, promoviendo iniciativas para prevenir todo tipo de drogadicción tales como alcoholismo, para erradicar la discriminación hacia mujeres embarazadas, etc. También legisló en favor de la protección de datos personales.
En 2015, pide licencia para lanzarse como candidato a la presidencia municipal de Huixquilucan. Después de un recuento de los votos en la sede del Instituto Electoral del Estado de México (IEEM) —al existir una diferencia muy estrecha entre los dos primeros lugares—, Enrique se impuso finalmente sobre su rival priísta, Fernando Maldonado Hernández, con apenas 380 votos.

### Presidente municipal de Huixquilucan (2016-2021)
Simultáneo a su cometido como presidente municipal, fue presidente de la Asociación Nacional de Alcaldes del PAN; copresidente de la Conferencia Nacional de Municipios de México (CONAMM); y vicepresidente de la Federación Latinoamericana de Ciudades, Municipios y Asociaciones Municipalistas (FLACMA).
Para las elecciones en el Estado de México en 2018, se postuló nuevamente por el cargo de presidente municipal de Huixquilucan. Tras los comicios del 1° de julio, resultó reelecto para un segundo periodo al recibir 74 mil 632 de los sufragios emitidos.
En las elecciones intermedias de 2021, fue elegido por vez segunda diputado local por el principio de representación proporcional a la LXI Legislatura del Congreso del Estado de México, siendo coordinador de la bancada de su propio partido en el congreso mexiquense, integrante de las comisiones de Gobernación y Puntos Constitucionales, Planeación y Gasto Público, y Vigilancia del Órgano Superior de Fiscalización. Es también, en la actualidad, Coordinador a nivel Nacional de las Diputadas y Diputados Locales del Partido Acción Nacional.

## Controversias

### Compras de inmuebles a personas fallecidas
En 2022, se publicó un reportaje en el que se asegura que Vargas utilizó un esquema de compraventa a persona fallecida para hacerse con una propiedad en Bosques de las Lomas.
En el reportaje se asegura que, en 2017, Vargas adquirió el inmueble mediante una operación en la que fungió como comprador (junto a su esposa Romina Contreras, quien le sucedió como presidenta Municipal de Huixquilucan) y como representante de la anterior propietaria y vendedora del inmueble. Esta última había fallecido 20 meses antes de que se realizara la operación. Además, el precio por el cual la pareja adquirió el inmueble fue equivalente al 10% de su valor real de mercado.
Otra razón por la que esta operación causó controversia es que el notario ante quien se celebró, Beltrán Baldares, fue el mismo que dio fe a operaciones de una red de lavado de dinero al servicio del Cártel de Sinaloa y la llamada Estafa Maestra.
Este mismo esquema fue utilizado por el funcionario para adquirir un terreno en Huixquilucan. El terreno fue adquirido por un 30% de su valor real de mercado (790 mil pesos). Dicho terreno sirvió para la construcción de su rancho, el Rancho Vargas, que después vendió, por un precio de 12 millones de pesos, al presidente estatal del PAN, Roberto Azar Figueroa.

### Departamento en Miami
Otro reportaje del mismo periódico, descubrió la compra de un departamento de 70 millones de pesos en Miami a nombre de Vaco Holdings LLC. Esta última es una empresa de papel, constituida un mes antes de la operación, cuyo único directivo registrado a la fecha de la compra era Enrique Vargas.

### Contratación de empresas fantasma
En 2024, se publicó un reportaje en el que se asegura que los gobiernos municipales de Huixquilucan de Enrique Vargas y de su esposa, Romina Contreras, desde 2016 hasta 2024, dieron contratos por 82 millones de pesos a empresas con características de "fachada", 9 de las cuales están ligadas a una red de Empresas que Facturan Operaciones Simuladas (EFOS) identificadas por el Servicio de Administración Tributaria.El reportaje afirma que visitaron los domicilios fiscales de todas las empresas investigadas sin conseguir localizar a ninguna de ellas, ya que ni los vecinos ni el personal de los inmuebles visitados las reconocieron o identificaron a través de los directorios de sus respectivos edificios. En respuesta al reportaje, Enrique Vargas aseguró que "hasta el momento no tiene ninguna auditoría o señalamiento de irregularidad en su período como alcalde de Huixquilucan".

### Desvío de fondos públicos para obra privada
En enero de 2025, se publicó un reportaje en el que se asegura que Enrique Vargas ofreció utilizar recursos de la bancada del PAN en el Estado de México para reparar un socavón en una vialidad privada.El audio utilizado por el reportaje fue difundido posteriormente en redes sociales.Si bien Enrique Vargas asegura que se trata de una obra vial que beneficiaría al municipio de Huixquilucan en general, la vialidad se encuentra al interior del conjunto residencial privado Bosque Real.

### Condicionamiento de licencias a contratación de empresa familiar
En enero de 2025, se publicó un reportaje en el que se asegura que Enrique Vargas y Romina Contreras, en sus capacidades como presidentes municipales de Huixquilucan (2016-2021 y 2021 a la fecha respectivamente),  condicionaron licencias a al menos 12 desarrolladores de viviendas en el municipio a cambio de equipar sus inmuebles con Cocinas Integrales Europeas, SA de CV. Dicha empresa es propiedad de la familia de Enrique Vargas desde 1975. El reportaje asegura que, bajo este presunto esquema, la empresa habría ganado al menos 120 millones de pesos.
El mismo reportaje también afirma que, entre 2021 y 2022, Cocinas Integrales Europeas, SA de CV, envió más de 20 millones de pesos a un grupo de 11 compañías con características de factureras, las cuales comparten a los mismos representantes legales, no cuentan con presencia en directorios empresariales ni tampoco con sitios web propios que respalden la existencia de sus actividades.
En su respuesta, Enrique Vargas confirmó que la empresa Cocinas Integrales Europeas, SA de CV, pertenece a su familia y negó haber condicionado trámites de licencia, toda vez que “éstas son emitidas a través del Plan de Desarrollo Urbano y con trámites concurrentes entre el gobierno municipal y el Gobierno del Estado de México”. Además, respecto a los señalamientos de transacciones con presuntas empresas con características de facturera, Vargas aseguró que “la situación fiscal y administrativa de la empresa está completamente en orden”.